# Progetto del Museo Guggenheim Guadalajara

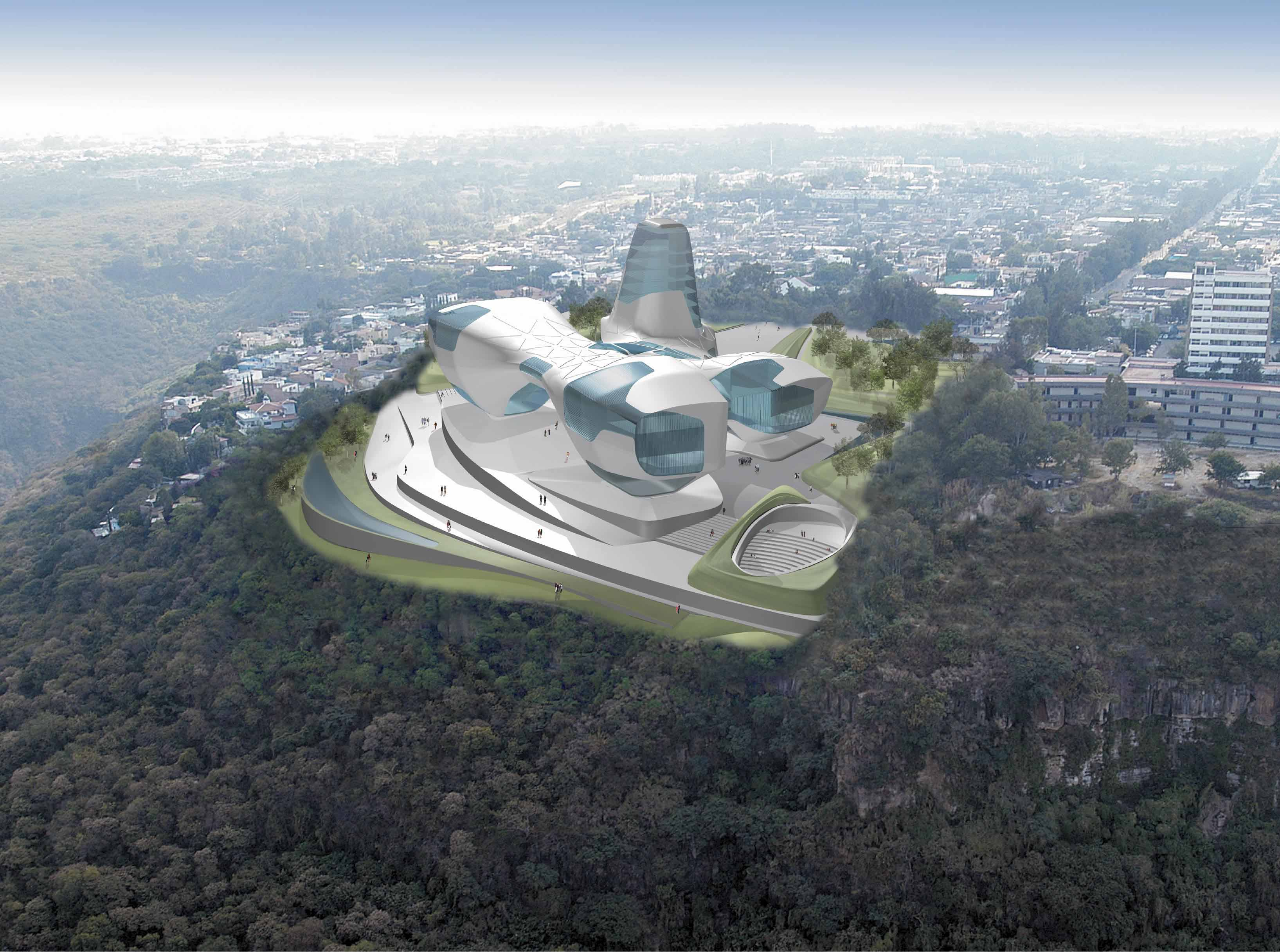
Progetto presentato dallo studio Asymptote Architecture

Il progetto del Museo Guggenheim Guadalajara riguardò la fondazione del sesto museo della Solomon R. Guggenheim Foundation nel mondo, con sede nella città messicana di Guadalajara. Si era stabilito di costruirlo nel parco Mirador Independencia, nell'area metropolitana della città.
Per la scelta del progetto fu indetto un concorso architettonico internazionale di cui risultò vincitore l'architetto messicano Enrique Norten dello studio TEN Arquitectos. Alla competizione parteciparono anche architetti come Jean Nouvel, dell'Ateliers Jean Nouvel di Parigi, Hani Rashid e Lise Anne Couture, del gruppo Asymptote Architecture di New York.
Il progetto, che avrebbe dovuto essere completato nel 2011, è stato annullato nel 2009. Se il museo fosse stato costruito, la sua torre sarebbe stata alta 180 metri, con uno sviluppo in verticale di 24 piani.
Riguardo ai motivi di tale cancellazione, la Fondazione Guggenheim ha dichiarato di aver preferito concentrarsi sul completamento dell'omonimo museo ad Abu Dhabi e di volersi dedicare alle altre strutture Guggenheim già esistenti.

## Dettagli
- Questo museo sarebbe stato il primo "Guggenheim" costruito nell'America Latina.
- Viste le caratteristiche architettoniche e data la concezione fisica, probabilmente sarebbe stato il Museo Guggenheim più costoso della storia.